# Johannes Lazo
Johannes Lazo (Lascov, 1448 – Roma, 17 agosto 1523) è stato un presbitero ungherese.

## Biografia
Johannes Lazo nacque nel 1448 nel villaggio di Lascov, nell'odierna Slovacchia.
Adottato da János Balabási, castellano della fortezza di Alba Iulia (Gyulafehérvár in ungherese), studiò all'Accademia Istropolitana di Presburgo (oggi Bratislava) e, probabilmente, in Italia, dove conobbe l'umanista tedesco Felix Faber, con il quale intraprese un pellegrinaggio in Egitto e Terra santa.
Di quel viaggio, fatto in compagnia di altri signori tedeschi e italiani, rimane il diario di viaggio di F. Faber, Evagatorium in Terrae Sanctae, pubblicato a Stoccarda nel 1843.
Richiamato in Transilvania dal vescovo László Geréb, fu nominato canonico ad Alba Iulia, ricevendo il beneficio dell'altare della Santa Croce, nella Cattedrale. Nel 1499 ottenne da papa Alessandro VI l'autorizzazione a costruire una cappella nella cattedrale, che fu edificata nei decenni successivi, impiegando maestranze fiorentine. Tornato una seconda volta in Palestina, nel 1508 è di nuovo ad Alba Iulia per consacrare la nuova cappella, capolavoro dell'arte rinascimentale in Transilvania.
Chiese ed ottenne la carica di penitenziere ungherese della Basilica di San Pietro, giungendo a Roma nel 1517, a 69 anni, e stabilendosi nel convento dei paolini sul Monte Celio.
Nominò lo storico umanista Stjepan Brodarić, ambasciatore del re d'Ungheria Ladislao II Jagellone, esecutore testamentario, perché fosse rispettato il suo desiderio di esser sepolto al centro della chiesa di Santo Stefano Rotondo, costruita su modello della chiesa del Santo Sepolcro in Gerusalemme, in quella Terra santa che il prelato transilvano aveva visto nei suoi due pellegrinaggi in Oriente.
Sulla sua tomba, nella chiesa romana di Santo Stefano Rotondo sul Celio, fece apporre queste parole che meglio di ogni altra sintetizzano il sentimento che la città di Roma provocava nei cuori degli ungheresi: "NATUM QUEM GELIDUM VIDES AD ISTRUM / ROMANA TEGIER VIATOR URNA / NON MIRABERE SI EXTIMABIS ILLUD / QUOD ROMA EST PATRIA OMNIUM FUITQUE".